# Theodor Verhas

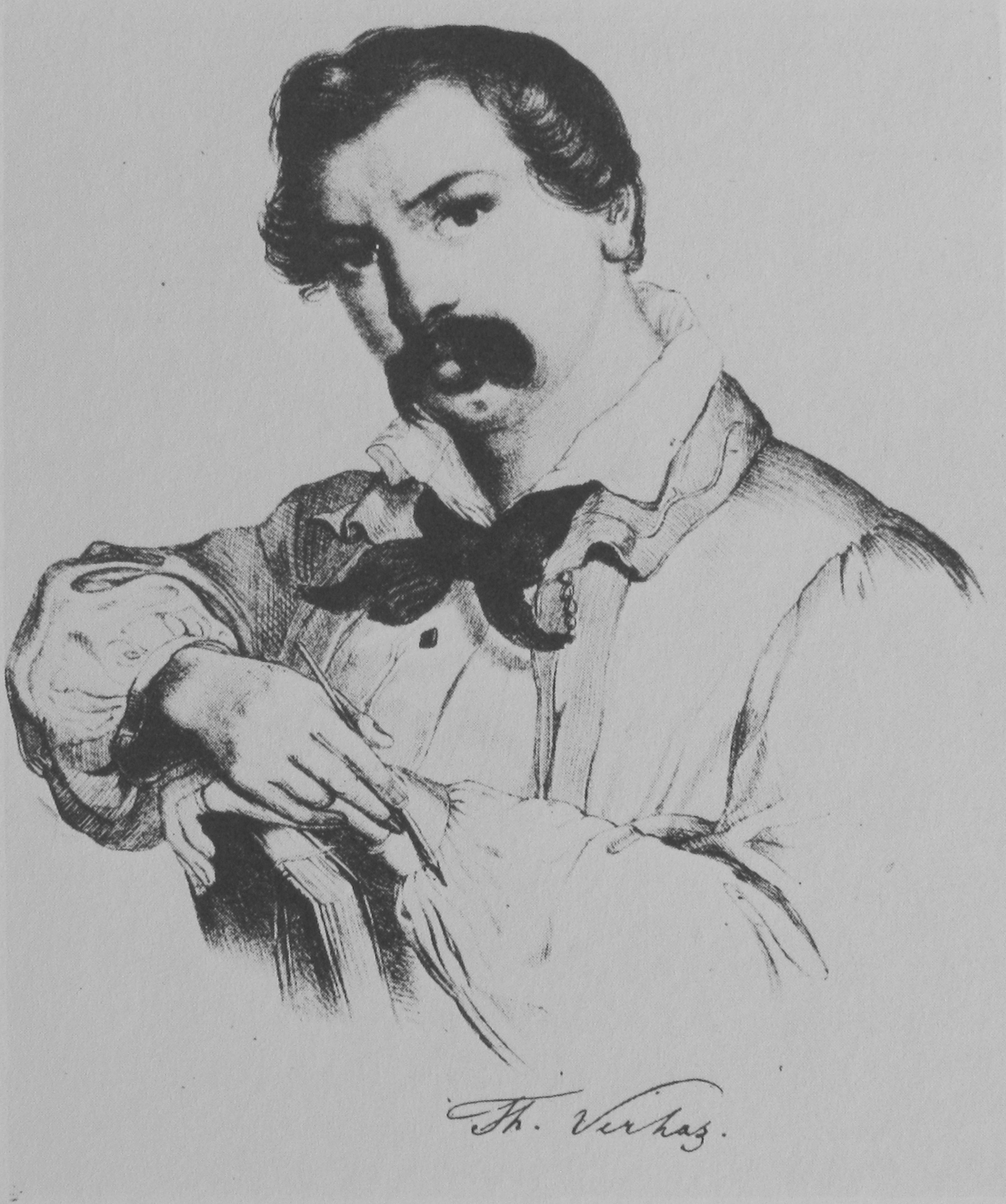
Der Maler Theodor Verhas; Selbstporträt (?) um 1840

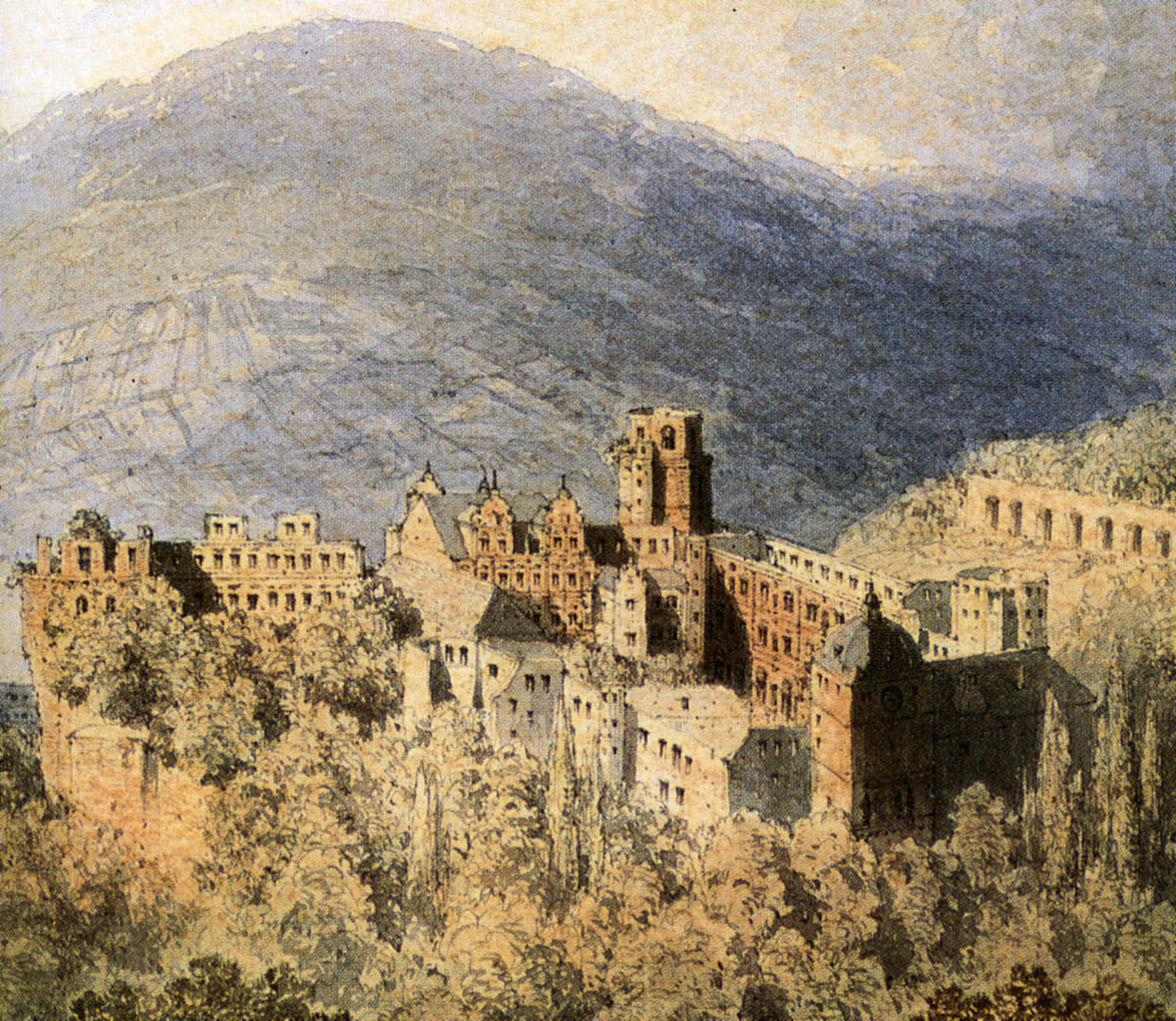
Heidelberger Schloss (Ausschnitt); Verhas, 1856

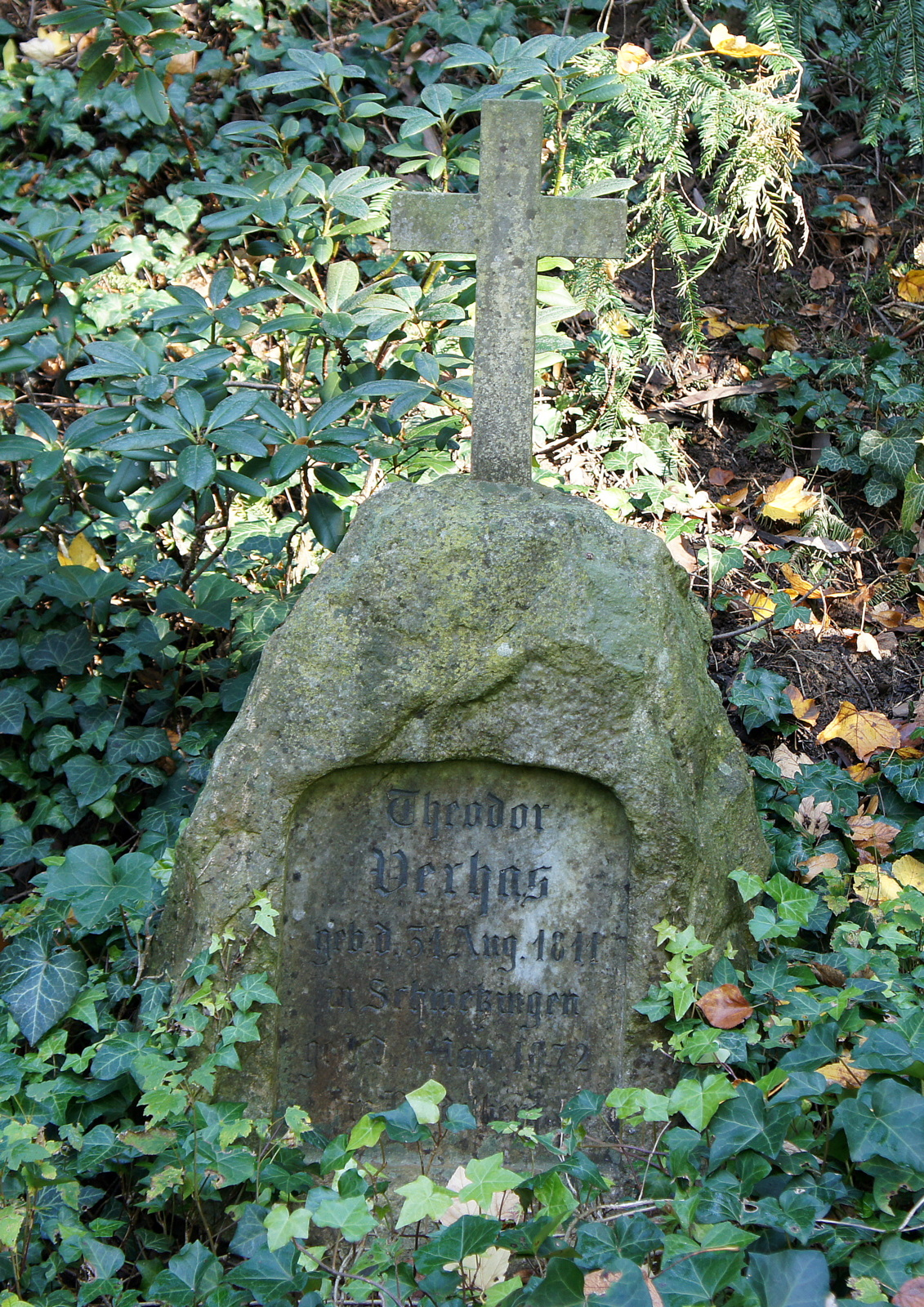
Theodor Verhas Grab auf dem Heidelberger Bergfriedhof in der (Abt. D)

Theodor Anton Joseph Maria Verhas (* 31. August 1811 in Schwetzingen; † 1. November 1872 in Heidelberg) war ein deutscher Zeichner und Maler der Romantik.

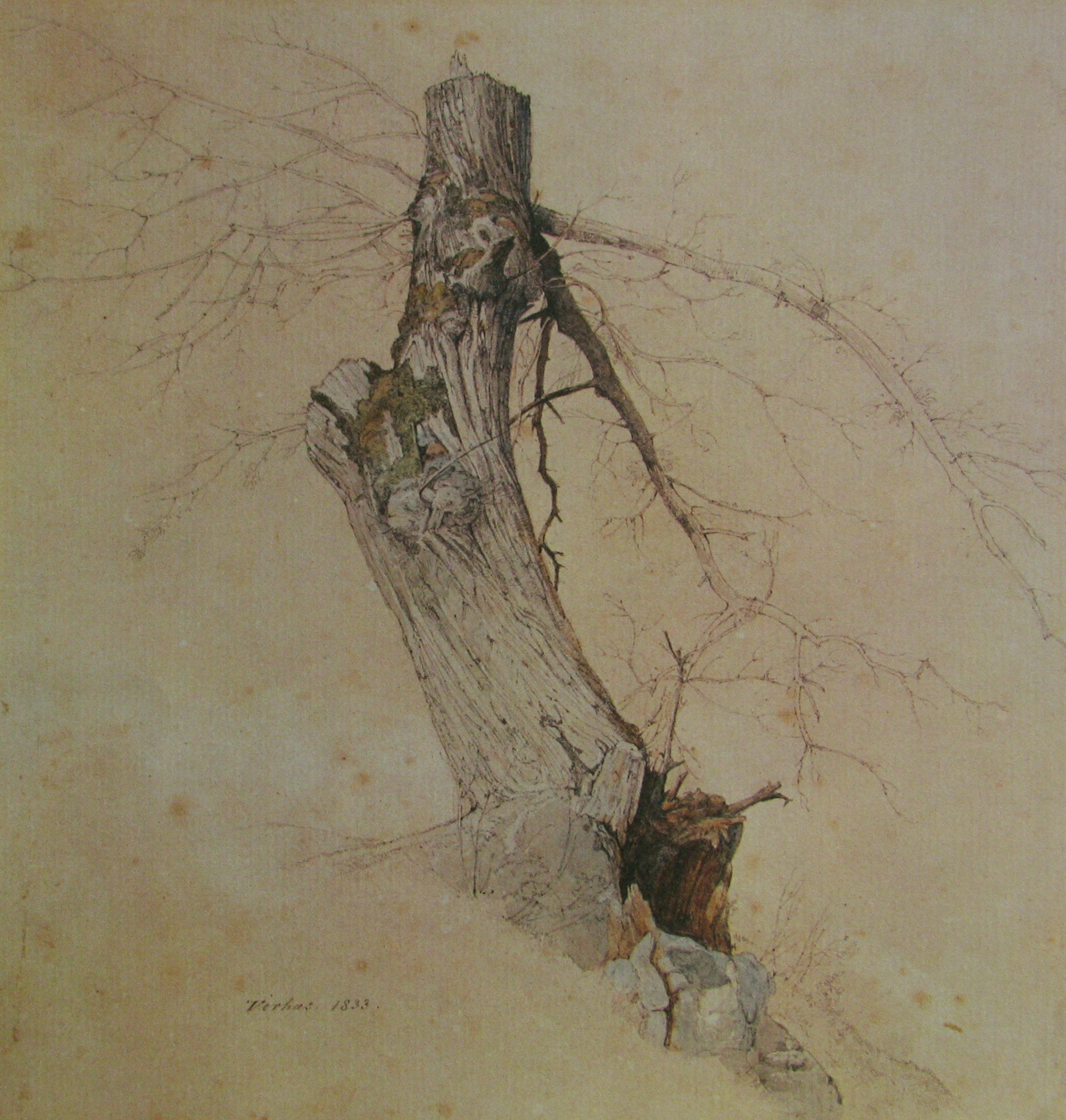
Baumstudie; Theodor Verhas, 1833

## Leben
Der als Sohn eines großherzoglichen Domänenverwalters geborene Verhas hörte ab 1827 für kurze Zeit Vorlesungen an der Heidelberger Universität, bevor er sich dazu entschloss, der Malerei nachzugehen. Den Romantikern folgend und unter dem Einfluss der Heidelberger Maler Fohr, Rottmann und den Brüdern Ernst und Bernhard Fries stehend wandte er sich der Landschaftsmalerei zu.
Nachdem Verhas in Karlsruhe bei dem Historien- und Porträtmaler Carl Koopmann und dem Landschaftsmaler Ernst Fries Unterricht genommen hatte, besuchte er die Akademie zu München, wo er sich Heinrich Heinlein zum Vorbild wählte. Erste Beachtung fand eine 1835 ausgestellte, in naturalistischer Auffassung gemalte Waldlandschaft.
Nach beendeter Ausbildung zog Verhas nach Heidelberg, wo er zunächst Aufträge für Aquarelle und Zeichnungen zu Kupferstichen, Illustrationen und Albumblättern bekam. Bei einem erneuten Aufenthalt in München schuf er zahlreiche kleinere Ölgemälde, die von Kunstvereinen und Privatleuten erworben wurden. 1856 kehrte Verhas wieder mit seiner Frau Mina (geb. Lutz) nach Heidelberg zurück. Dort entfaltete er eine geschäftige künstlerische Tätigkeit und gab Unterricht. Aus dieser und der folgenden Zeit stammen neben vielen Ölbildern und Aquarellen auch seine vielen Bleistiftzeichnungen mit Heidelberger Motiven, die sich bei Touristen großer Beliebtheit erfreuten.
1863 hielt sich Verhas im Auftrag des Fürsten von Löwenstein-Wertheim in Wertheim auf. Dort fertigte er zahlreiche Zeichnungen und Aquarelle für eine Mappe an, die jedoch nie fertiggestellt wurde. 
Sein Grab auf dem Heidelberger Bergfriedhof besteht aus einem kleinen, naturhaften Steincorpus aus weißem Marmor, welcher mit einem Kreuz bekrönt wird.
Zu Verhas’ Nachlass gehörten neben vielen Skizzen und Zeichnungen auch etwa 400 Ölgemälde; außerdem hat er an Ansichtenwerken mitgearbeitet.

## Ausstellungen
- 1932: Theodor Verhas: Ölbilder, Aquarelle, Zeichnungen, Skizzen, Kunsthalle Mannheim (s. den Bericht in der Neuen Mannheimer Zeitung vom 6. Mai 1932 (online))
- 1993: Theodor Verhas 1811–1872. Veduten und Landschaften, Kurpfälzisches Museum der Stadt Heidelberg, Heidelberg
- 2010: Theodor Verhas in Wertheim, Schlösschen im Hofgarten Wertheim, Grafschaftsmuseum Wertheim